# Two Coccy
Two Coccy è l'extended play di debutto del rapper statunitense Blueface, pubblicato il 20 settembre 2018.

## Tracce
1. 2 Coccs – 2:43
2. On my Own – 2:51
3. Blow her Bacc – 2:28
4. Bonco – 2:02